# Våneviks stenhuggarmuseum
Våneviks stenhuggarmuseum är ett arbetslivsmuseum i närheten av Vånevik söder om Oskarshamn i Småland. Museet är ett utomhusmuseum, där man bevarat industrilandskapet i sitt ursprungliga skick. 

## Sevärdheter
Museet kan nås både från landvägen och sjövägen med båt till vid stenbrottets södra kaj. Museet består bland annat av följande:
- 22 kilometer långa markerade vandringsleder genom stenhuggarlandskapet
- hundratals stenbrott av olika storlek
- Arbetarbostad byggd 1876
- Stenhuggarverkstäder, smedja och slipbord
- Längs stigarna upplag av ”vargar”, det  vill säga felhuggna stenar
- Utemuseum med utställning om stenindustrins historia